# Eddie Hardin
Pour les articles homonymes, voir Hardin.
Edward Hardin dit Eddie Hardin, né le 19 février 1949 à Londres et mort le 22 juillet 2015, est un pianiste rock anglais et auteur-compositeur-interprète. Il est plus connu pour ses associations avec The Spencer Davis Group, Axis Point, Roger Glover (Love is all) et aussi Hardin and York 

## Discographie

### A Wild Uncertainty
- "Man With Money" / "Broken Truth" Planet (1965)

### Spencer Davis Group
- With Their New Face On United Artists UA 1192 (1968)
- Funky (1968)
- Taking Out Time 1967-69 (Letters From Edith)
- Gluggo  Vertigo 6360088 (1973)
- Living on a Back Street Vertigo (1974)
- Catch You On The Rebop (Live in Europe 1973)

#### Rééditions
- With Their New Face On, répertoire REP 4684-WY (1997)
- Funky One Way, OW 34529
- The Masters (compilation), Eagle Records (1999).

### Hardin & York
- Tomorrow Today, Bell SBLL125 (1969)
- The World's Smallest Big Band, Bell SBLL136 (1970)
- For The World, Bell SBLL141 (1971)
- Hardin & York with Charlie McCracken, Vertigo 6360622 (1974)
- Hardin & New York, Teldec 624595 (1979)
- Live At The Marquee 1971, RPM RPM135 (1994)
- Hardin & York Live, répertoire REP 4459-WY (1994), enregistrement 1970, précédemment dans un bootleg
- Still A Few Pages Left, RPM Thunderbird CSA 106 (1995).

#### Rééditions
- For The World, voir For Miles (1985)
- Tomorrow Today, répertoire REP 4481-WY (1994)
- World Smallest Big Band, répertoire REP 4482-WY (1994).

### Axis Point
- Axis Point RCA PL 30039 (1979)
- Boast of the Town RCA PL 25277 (1980)

#### Rééditions
- Axis Point / Boast of the Town (compilation) BGO (2002).

### Albums solo
- Home Is Where You Find It, Decca TXS 106 (1972)
- Wizard's Convention, RCA Records (1976)
- You Can't Teach an Old Dog New Tricks, Attic LAT 1023 (1977)
- Circumstancial Evidence,  RCA (1982)
- Eddie Hardin & Zak Starkey's Musical of Wind in the Willows, President (1985)
- Situations, President PTLS1089 (1988)
- Wind in the Willows Live (participation de Maggie Bell, Graham Bonnet, Rafael Ravenscroft, Jon Lord et Zak Starkey),  INAK/BOSE INAK 9010
- When We Were Young, INAK 11005 (1996)
- Dusk Til Dawn, Voiceprint BP316CD
- Survival
- Just Passing Through (2000)

#### Rééditions
- You Can't Teach an Old Dog New Tricks, répertoire REP4464WY (1994)
- Wind in the Willows Live, Angel Air (1998)
- Circumstancial Evidence, Angel Air SJPCD024
- Eddie Hardin & Zak Starkey's Musical of Wind in the Willows,  RPM 327 (2002)
- Home Is Where You Find It, RPM 271 (2004).

## Publication
- Eddie Hardin, Oliver Gray, Alab (Ain’t Life A Bastard!): 36 Years of Musical Mayhem., autobiographie.